# Аргіс
Аргіс (ісп. Arguis) — муніципалітет в Іспанії, у складі автономної спільноти Арагон, у провінції Уеска. Населення — 111 осіб (2009).
Муніципалітет розташований на відстані близько 340 км на північний схід від Мадрида, 19 км на північ від Уески.
На території муніципалітету розташовані такі населені пункти: (дані про населення за 2009 рік)
- Аргіс: 112 осіб
- Бентуе-де-Расаль: 6 осіб

## Демографія
Динаміка населення (INE ):

## Галерея зображень

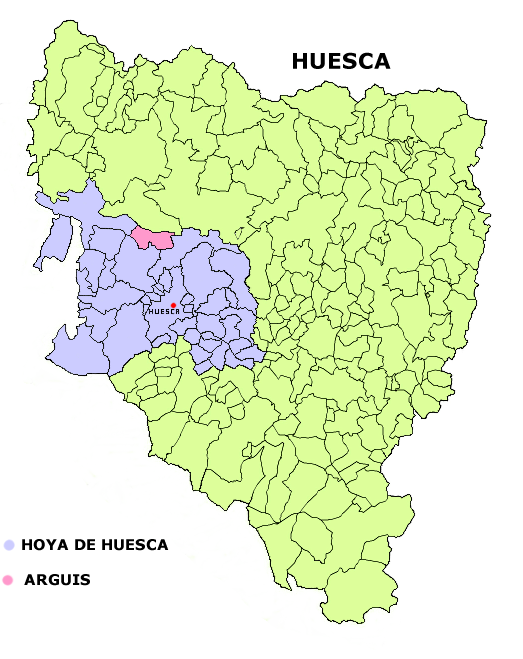
Розташування муніципалітету